# Verwundeten- und Flüchtlingstransporte über die Ostsee 1945
Nachdem die sowjetischen Truppen Anfang des Jahres 1945 Ostpreußen eingekesselt hatten, entschlossen sich viele Menschen zur Flucht über die Ostsee und versuchten, einen der Häfen zwischen Hela und Memel zu erreichen, um dort an Bord eines Schiffes zu gelangen. Die Anzahl der Menschen, die sich beim Vordringen der Roten Armee auf den Weg in den Westen machten, wird auf 5 Millionen geschätzt. Über die Anzahl der Menschen, die durch Flucht über die Ostsee den Westen erreichten, gibt es unterschiedliche Angaben. Die Anzahl von 2,5 Millionen, die beispielsweise bis 1999 in der ehemaligen Gedenkstätte „Albatros“ in Damp kolportiert wurde, gilt inzwischen als überhöhte Schätzung. Eine Gedenktafel im Marine-Ehrenmal Laboe spricht von „Hunderttausenden“. Der Abtransport der zivilen Flüchtlinge wurde von der Kriegsmarine organisiert und parallel mit dem Abtransport der verwundeten Soldaten der in Ostpreußen und im Baltikum eingesetzten Wehrmachtseinheiten vorgenommen.

## Beginn der Transporte
Die Abtransporte begannen mit der Verlegung der 2. U-Boot-Lehrdivision (2.U.L.D.) von Gotenhafen nach Schleswig-Holstein. Diese Aktion wurde am 23. Januar durch Karl Dönitz angekündigt und vom Kommandierenden Admiral der Unterseeboote, Hans-Georg von Friedeburg, mit der Anweisung zur Einschiffung von Personal, Kadetten und Material (Unternehmen Hannibal) auf dem Wohnschiff der 2.U.L.D., der Wilhelm Gustloff, eingeleitet.
Zusätzlich zum Marinepersonal und deren Angehörigen wurden Flüchtlinge an Bord genommen. Dem zivilen Kommandanten der Wilhelm Gustloff wurde der Kommandeur der II. Abteilung der 2.U.L.D., Korvettenkapitän Wilhelm Zahn, als militärischer Befehlshaber zur Seite gestellt. Beide Männer überlebten die Versenkung des Schiffes durch ein sowjetisches U-Boot, die am 30. Januar mehrere Tausend Menschen das Leben kostete. Angaben über die sich zu diesem Zeitpunkt auf der Wilhelm Gustloff befindlichen Menschen variieren ebenso, wie die über die Anzahl der Opfer.
Bis Ende Januar koordinierte die Kriegsmarine den Transport von insgesamt 250.000 Menschen auf Schiffen der Kriegs- und der Handelsmarine aus Danzig, Elbing, Gotenhafen, Hela, Königsberg, Libau, Memel, Pillau und Swinemünde. Der Verlust von insgesamt zwölf Schiffen im Rahmen dieser Transporte kostete 12.600 Menschen das Leben.

## Koordination durch die Kriegsmarine

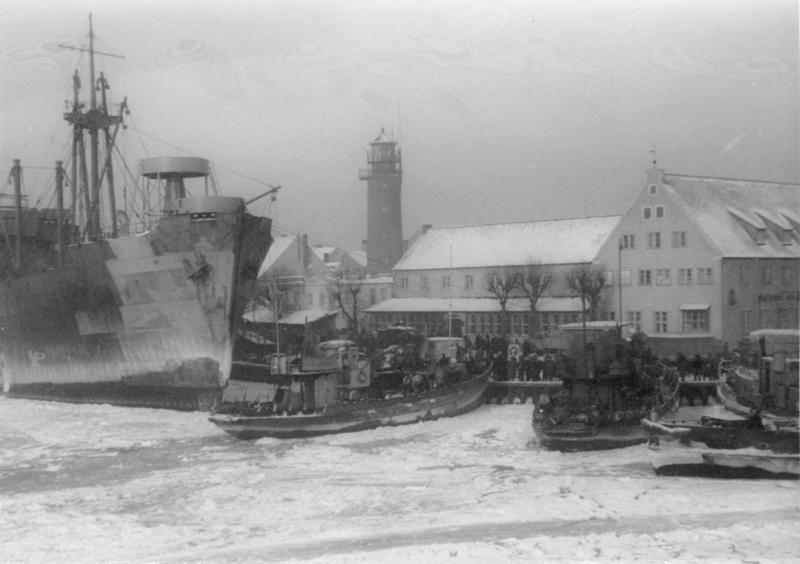
Ostpreußische Flüchtlinge im Hafen von Pillau (26. Januar 1945)

In der zweiten Februarhälfte gelang es der Wehrmacht, die Belagerung Königsbergs durch die Rote Armee zu durchbrechen. In der Folge strömten erneut Flüchtlinge aus der Stadt zu den umliegenden Häfen Samlands, in erster Linie Pillau. Die Abteilung „Seetransporte“ (SeeTra) der Kriegsmarine, unter der Leitung von Konteradmiral Conrad Engelhardt, stellte den Abtransport so weit wie möglich sicher, konnte aber wegen Schiffsmangels nicht mehr als 5.000 Menschen täglich abtransportieren – und das auch nicht nach Schleswig-Holstein, Dänemark oder Mecklenburg, sondern lediglich nach Gotenhafen bzw. ins frontnahe Danzig. Als diese Stadt schließlich am 23. März durch die Rote Armee eingenommen wurde, waren zwar Schiffe zum Abtransport verfügbar, wurden aber zum Teil wegen Treibstoffmangels nicht eingesetzt und mussten stillgelegt werden. Vorhandener Treibstoff wurde hingegen für die U-Boote und weitere Einheiten der Kriegsmarine vorgehalten.

## Ende der Transporte
Anfang April befanden sich noch etwa 400.000 Zivilisten in den letzten von der Wehrmacht gehaltenen Regionen, davon die meisten in Pillau. Am 6. April definierte die Kriegsmarine den Transportschlüssel wie folgt: 80 % der Kapazitäten sollten für Verwundetentransporte und weitere militärische Zwecke und 20 % für Zivilisten zur Verfügung stehen. Nach der Kapitulation Königsbergs am 9. April wurde letzterer Anteil auf 40 % erhöht. Weiterhin handelte es sich bei den Transporten im Wesentlichen lediglich um einen Pendelverkehr nach Hela, nicht in den sicheren Westen. Mit der Eroberung des Samlands durch die Rote Armee am 25. April fanden die Transporte von Pillau aus ein Ende.
Angesichts der 250.000 Menschen, die sich zum Ende des Monats April auf Hela und in der Weichselmündung aufhielten, äußerte sich Karl Dönitz erstmals öffentlich zum Umgang mit der Flüchtlingssituation. Anfang Mai zogen sich die letzte Reichsregierung und Dönitz in den Sonderbereich Mürwik in Flensburg zurück. Die bedingungslose Kapitulation der Wehrmacht erfolgte schließlich zum 8. Mai. Erst am 23. Mai 1945 wurde die Dönitz-Regierung verhaftet.

## Bewertung und Dönitz-Rezeption
Karl Dönitz bekundete in zahlreichen Nachkriegsveröffentlichungen und sonstigen Stellungnahmen wiederholt, sein Hauptaugenmerk habe in den letzten Kriegsmonaten auf dem Abtransport der Flüchtlinge gelegen. Diese Behauptung blieb lange unwidersprochen, die Landsmannschaft Ostpreußen verlieh ihm ihren Preußenschild und für den ehemaligen Oberbefehlshaber der Kriegsmarine bürgerte sich die Bezeichnung „Retter von Millionen“ ein.
Heute gilt als gesichert, dass im Zentrum von Dönitz’ Denken und Handeln in den letzten Kriegsmonaten bezüglich der Schiffsbewegungen in der Ostsee die Gewährleistung der deutschen Seehoheit und der Nachschub für die im Osten kämpfenden Wehrmachtsteile standen. Die Kriegsmarine versorgte die eingekesselten Gebiete bis zum Mai mit Soldaten, Munition und Material und transportierte auf dem Rückweg insgesamt eine halbe Million Verwundete ab. Hinzu kamen Kriegsgüter und Waffen, die in den durch den Stellungskrieg geprägten schrumpfenden Kesseln nicht mehr verwendet werden konnten.
Die Mitnahme von Zivilisten wurde durch Dönitz lediglich geduldet – und zwar nur, soweit die militärischen Erfordernisse es zuließen. Am 1. Mai 1945 proklamierte er in einer Rundfunkrede nach Hitlers Tod die Fortführung der Kämpfe mit dem Ziel, „Deutsche Menschen vor der Vernichtung durch den Bolschewismus zu retten“. Erst einige Tage später, am 6. Mai, gab Dönitz die bis dahin zurückgehaltenen Brennstoffreserven der U-Boote für die Treibstoffbestückung der Flüchtlingsschiffe frei. Der Historiker Heinrich Schwendemann betont, dass die Stilisierung der Massenflucht über die Ostsee zur „größten Rettungstat der Geschichte“, für die Dönitz selbst gesorgt haben will, eine Irreführung der Tatsachen bedeutet. An dem Umstand, dass im Frühjahr 1945 mehrere Hunderttausend Flüchtlinge über die Ostsee nach Westen transportiert wurden, hatte Dönitz, so Schwendemann, „den geringsten Anteil“. Diese Transporte ermöglichten in erster Linie das Engagement der örtlichen Marinestellen, die teilweise in Widerspruch zu den Befehlen der Marineführung mit Dönitz handelten.

## Erinnern und Gedenken

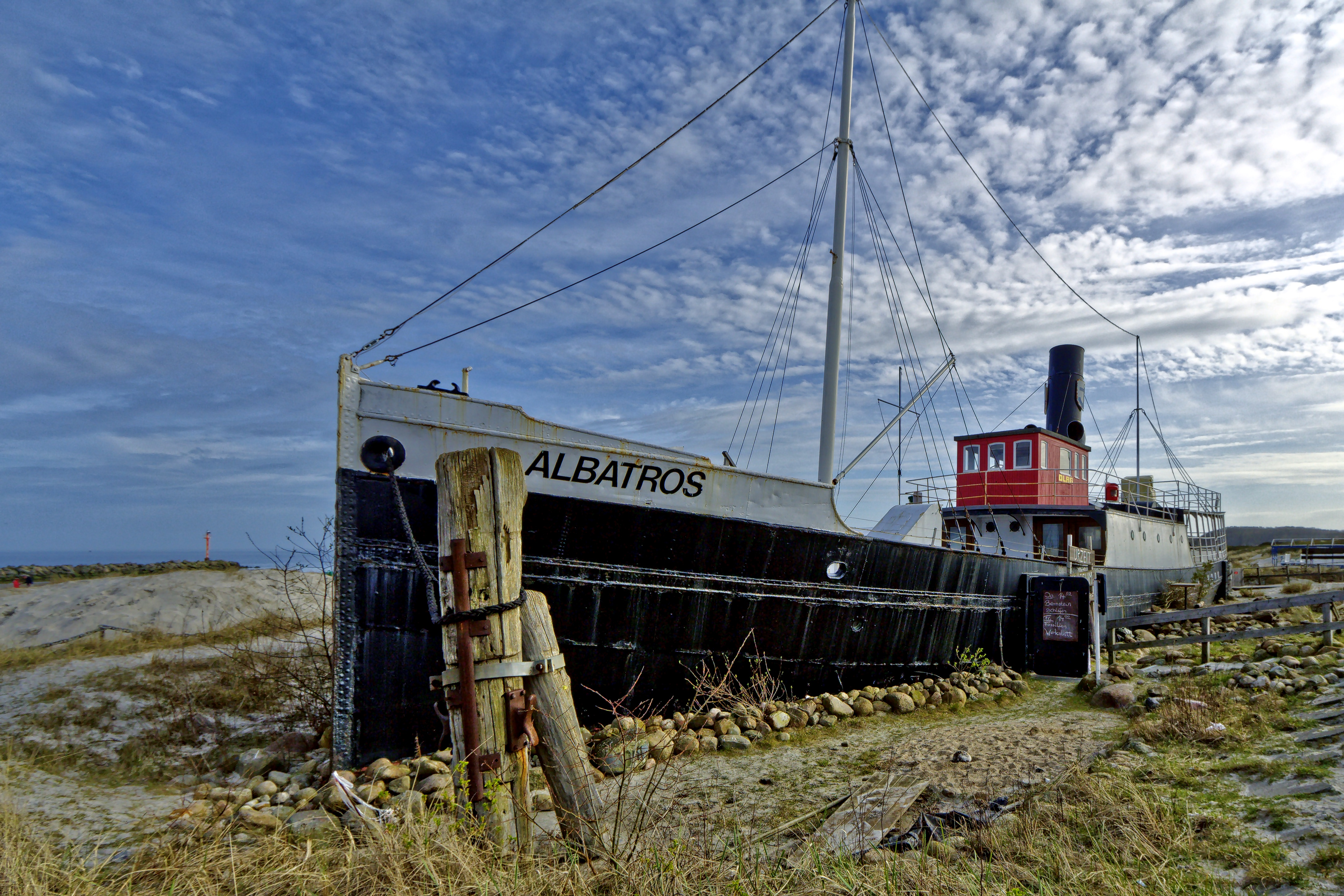
Die Albatros am Strand von Damp (2015)

Im Dezember 1980 stiftete der Deutsche Marinebund mit einem Budget von 250.000 DM die „Erinnerungsstätte Albatros – Rettung über See“ im Ostseebad Damp, die im Mai 1983 von Henning Schwarz, dem stellvertretenden Ministerpräsidenten Schleswig-Holsteins, eingeweiht wurde. Bei dieser Gelegenheit zitierte er einen Text aus Dönitz’ Erinnerungen, aus dem wiederum hervorging, dass der ehemalige Oberbefehlshaber der Kriegsmarine einen besonderen Schwerpunkt auf den Flüchtlingstransport gelegt hatte. An Bord des ehemaligen Flüchtlingsschiffes Albatros wurden, neben Fotos und Erinnerungsstücken, Videos und Zeitzeugenberichte präsentiert.
In den folgenden Jahren kamen in Damp mehrmals ehemalige Flüchtlinge zu Gedenkveranstaltungen zusammen. Die Erinnerungsstätte wurde im Jahr 2000 aufgelöst. Danach beherbergte die Albatros einige Jahre eine naturkundliche Ausstellung und dient heute der Deutschen Lebens-Rettungs-Gesellschaft als Aussichtsplattform.